# UTC-8
UTC-8 è un fuso orario, in ritardo di 8 ore sull'UTC.

## Zone
È utilizzato nei seguenti territori:
- Canada:
  - Columbia Britannica, eccetto:
    - A nord-est, la maggior parte del distretto regionale del Peace River (in particolare Dawson Creek e Fort St. John)
    - A sud-est:
      - Distretto regionale di East Kootenay
      - Distretto regionale di Central Kootenay a est del fiume Kootenay e alcune parti a est del lago Kootenay a sud di Riondel
      - Distretto regionale di Columbia-Shuswap a est dei monti Selkirk

    - Il corridoio della Highway 95

  - Territori del Nord-Ovest (solo Tungsten)
  - Yukon
- Stati Uniti:
  - California
  - Idaho (contee della Panhandle: Benewah, Bonner, Boundary, Clearwater, Idaho a nord del Salmon River, Kootenai, Latah, Lewis, Nez Perce, Shoshone)
  - Nevada (eccetto West Wendover; alcune città frontaliere con l'Idaho (come Jackpot) adottano UTC-7 ufficiosamente)
  - Oregon (eccetto la maggior parte della Contea di Malheur)
  - Washington
- Francia:
  - Clipperton (disabitata)
- Messico
  - Bassa California
- Regno Unito:
  - Isole Pitcairn

## Geografia
UTC-8 corrisponde a una zona di longitudine compresa tra 112,5° E e 127,5° E e l'ora utilizzata corrispondeva all'ora solare media del 120º meridiano ovest.
Negli Stati Uniti e in Canada, il fuso orario è chiamato Pacific Standard Time (PST).

## Ora legale
Le regioni americane situate in questo fuso orario adottano l'ora legale, passando a  UTC-7.
Le isole Pitcairn e Clipperton non osservano l'ora legale.
Reciprocamente, le parti dell'Alaska a UTC-9 si ritrovano in estate a UTC-8.